# Mar Saba

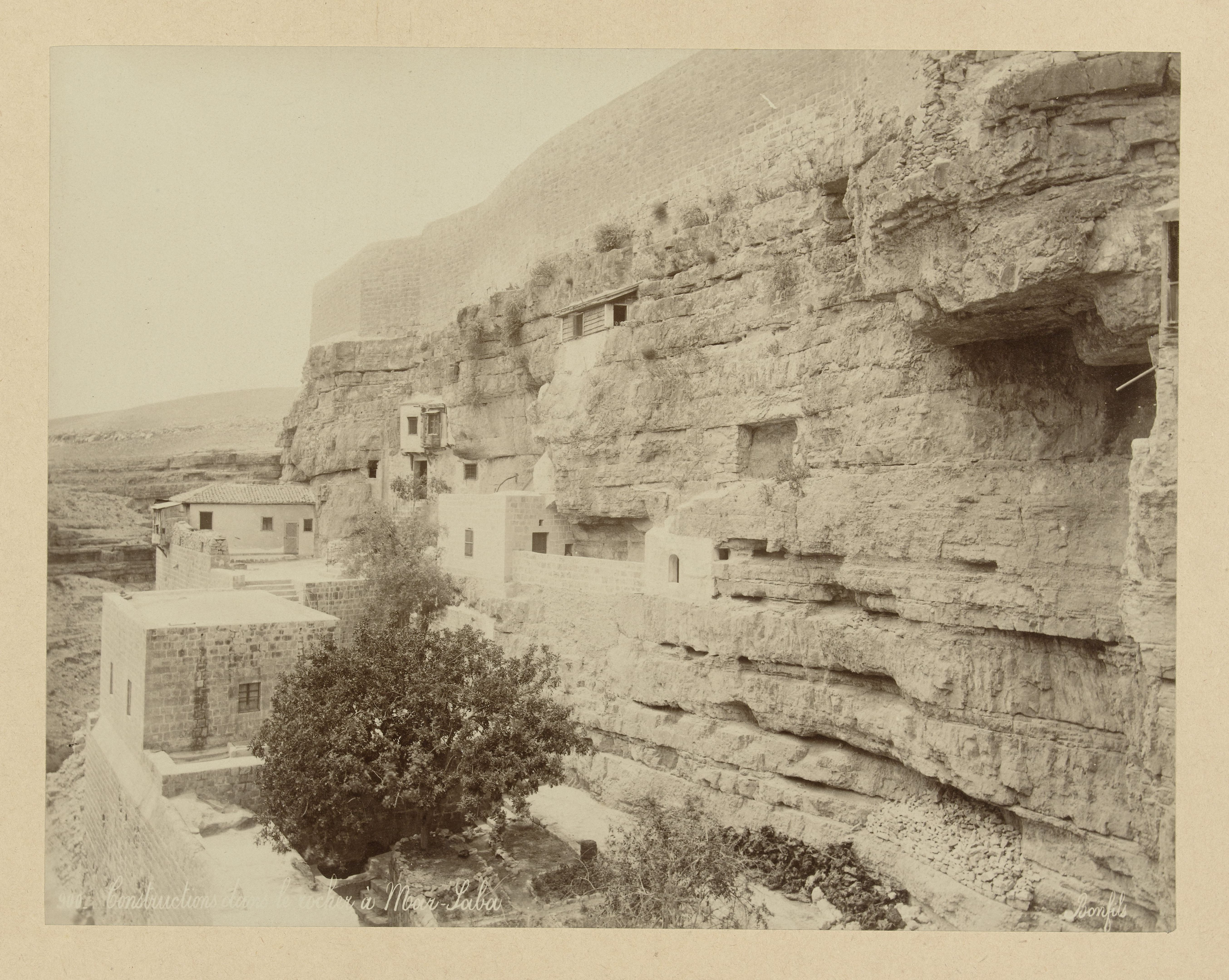
Cele mnichów na zboczu doliny (fot. Felixa Bonfils, ok. 1867–1876)

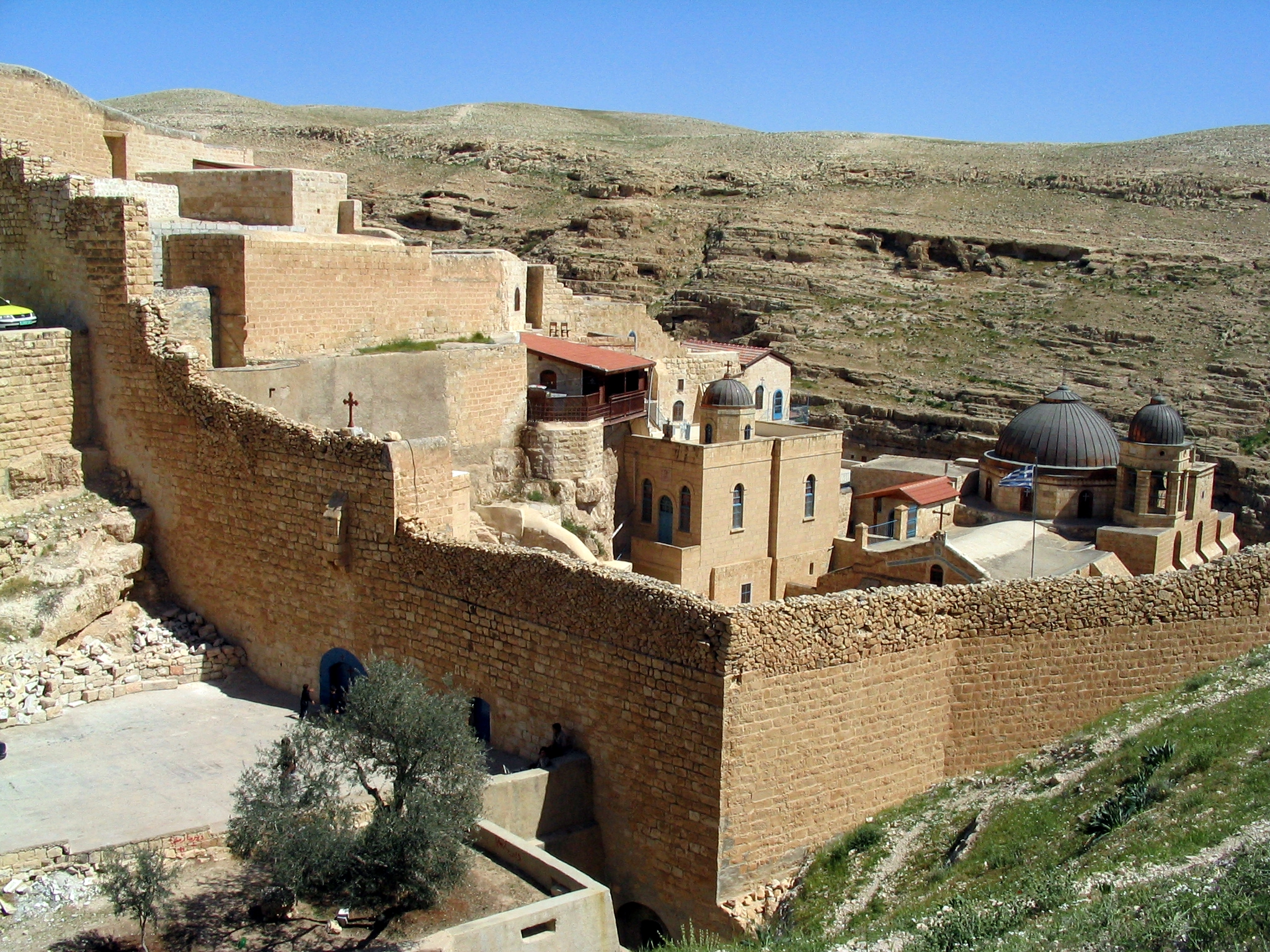
Mar Saba widziane z lotu ptaka

Ławra św. Saby, znana pod arabską nazwą Mar Saba (مار سابا, hebr. מרסבא) – prawosławny klasztor położony nad niewielkim źródłem na północno-wschodnim brzegu Doliny Cedronu na Pustyni Judzkiej, na terenie Autonomii Palestyńskiej, około 14 km na wschód od Jerozolimy. Założony został w 484 (lub 483) przez św. Sabę, archimandrytę z Kapadocji, który kierował nim do 531. Do najbardziej znanych mnichów żyjących w tym klasztorze należał Jan Damasceński (+749), święty Kościoła katolickiego i prawosławnego, jeden z najwybitniejszych pisarzy chrześcijańskich (autor licznych traktatów teologicznych, mistycznych i polemicznych) i doktor Kościoła. Klasztor funkcjonuje nieprzerwanie od V wieku.

## Historia klasztoru
Klasztor Mar Saba jest jedynym klasztorem w Ziemi Świętej zamieszkałym od okresu bizantyńskiego. W starożytności klasztor nazywano Wielką Ławrą. Został założony w 484 (lub 483) przez św. Sabę, jako ławra gromadząca mnichów zamieszkujących pojedyncze cele rozrzucone po obu stronach klifów Doliny Cedronu, w pasie ciągnącym się przez około dwa kilometry po obu stronach głównych zabudowań ławry, i zbierających się tylko na wspólne modlitwy w soboty i niedziele. Wczesne dzieje klasztoru i życie św. Saby zostały opisane przez jego ucznia – Cyryla ze Scytopolis (525–559).
Na przestrzeni wieków klasztor przeszedł wiele zmian. Za życia Saby zbudowano dwa kościoły. Pierwszy, pod wezwaniem świętej Teoktysty z Lesbos (obecnie pod wezwaniem św. Mikołaja), zlokalizowany był w naturalnej jaskini. Później zbudowano także drugi, większy, dedykowany Matce Bożej (Theotokos). Klasztor uniknął zniszczeń w okresie najazdów perskich oraz arabskich. Pod rządami kalifów mnisi znaleźli się w zupełnie nowym środowisku i kilku autorów bizantyńskich opisywało utrudnienia, jakich klasztor doświadczył od najeźdźców, ale przetrwał ten okres. Ruski ihumen Daniel, który pielgrzymował do Ziemi Świętej między 1106 a 1108 i mieszkał tam przez 16 miesięcy, wspominał, że w Mar Saba zastał „wspólnotę eremitów, którzy prowadzili życie monastyczne“. Źródła z okresu wypraw krzyżowych opisują, że w tym okresie chrześcijanie łacińscy udzielali klasztorowi wsparcia ekonomicznego. Królowa Melisanda z Jerozolimy przekazała klasztorowi darowiznę w postaci wiosek Kafarrus (być może współczesna al-Tira) i Betor. W 1162 ziemie te zostały sprzedane przez przełożonego klasztoru kanonikom Zakonu Rycerskiego Grobu Bożego w Jerozolimie.
Greccy mnisi pozostali w klasztorze do XIV w., kiedy to monaster przeszedł w ręce mnichów bułgarskich i serbskich. Muzułmańscy autorzy w czasach mameluków tylko w nielicznych przypadkach wspominali o klasztorze. Najprawdopodobniej klasztor stracił lokalnych zwolenników, gdy zmniejszyła się liczebność chrześcijańskiej ludności w południowej Palestynie i na wschód od Jordanu. Kandydaci do wstąpienia do monasteru jeszcze napływali z gmin chrześcijańskich w Palestynie i Syrii. Ale kiedy i ta możliwość ustała, mnichów sprowadzano z innych greckoprawosławnych krajów wschodniego basenu Morza Śródziemnego. Wydany w lipcu 1613 osmański firman (dekret) stwierdzał już: „Starożytny klasztor znany jako Mar Saba, położony w pustynnym regionie na wschód od Jerozolimy, jest klasztorem mnichów serbskich”.
Napływ mnichów z terenów spoza Palestyny i Syrii wpływał na kulturowe zmiany w klasztorze. Język arabski przestawał być medium literatury i religioznawstwa, a to z kolei pogłębiało izolację klasztoru. Angielski podróżnik i odkrywca Henry Baker Tristram, relacjonując swój pobyt w Palestynie w latach 1863–64, wspominał o czterdziestu mnichach w Mar Saba, pochodzących głównie z europejskiej części Turcji, niektórzy byli Grekami, a niektórzy Rosjanami. Odnotował, że społeczność komunikowała się w języku nowogreckim.
Mnisi greccy odzyskali klasztor w 1623 i poddali go przebudowie. Po dużych zniszczeniach, spowodowanych trzęsieniem ziemi w 1834, cały obiekt został poddany restauracji. Ławra jest nadal utrzymywana przez Kościół Grecji (Grecki Kościół Prawosławny). W latach 1982–1983 na terenie ławry prowadzone były prace archeologiczne, prowadzone przez zespół Israel Antiquities Authority pod kierunkiem Josepha Patricha. W głównej monasterskiej świątyni złożone są relikwie św. Saby, które od czasów wypraw krzyżowych przechowywane były w Wenecji, skąd wróciły w 1965. Większość fresków i ikon w tej świątyni to prace współczesne. Jedynie dwoje bocznych drzwi w ikonostasie uważane są za średniowieczne. Na dziedzińcu pomiędzy dwoma kościołami znajduje się heksagonalny grobowiec z kopułą, w którym znajduje się grób św. Saby i innych mnichów, zbudowany w 1929 w miejscu starszego, mniejszego grobowca.
Zachowane liczne groty w których zamieszkiwali pustelnicy świadczą o tym, że w przeszłości była to Wielka Ławra. W widocznych z galerii bocznego narteksu głównego kościoła stromych ścianach skalistej doliny można dostrzec 45 grot, które funkcjonowały jako indywidualne pustelnie. Życie w ławrach ziemi judzkiej było surowe. Mnisi pozostawali w odosobnieniu przez 5 dni w tygodniu i żywili się tylko chlebem wypiekanym raz w tygodniu, wodą i daktylami. Mnisi mogli posiadać wyłącznie po jednej z potrzebnych rzeczy. Nawet lampa była traktowana jako zbytek. Jedną z wciąż zachowanych restrykcji jest zakaz wchodzenia kobiet do wnętrza klasztoru. Mogą one jedynie oglądać go z wzniesionej w 1612 wieży św. Szymona.

## Jan Damasceński
W Mar Saba mieszkał i tworzył Jan Damasceński (ur. 676, zm. 749–754?), który odegrał ważną rolę podczas ikonoklazmu. Około 726 pisał listy do bizantyjskiego cesarza Leona III, polemizując z jego edyktami zabraniającymi czczenia obrazów i posągów Chrystusa oraz chrześcijańskich ikon. Przed grotą, w której mieszkał Jan Damasceński, zbudowana została kaplica. W tym miejscu znajdował się także grób świętego, ale ciało zostało przeniesione przez krzyżowców i obecnie miejsce jego spoczynku nie jest znane.

## Liczebność wspólnoty
Liczebność mnichów w różnych okresach jest trudna do zweryfikowania. Niektóre relacje, które podawały bardzo duże liczby, wydają się mało wiarygodne. Arabski autor z XV wieku z Jerozolimy opisywał klasztor: „Istnieje dolina, w której dawniej znajdował się klasztor św. Saby. Mówi się, że w przeszłości w tej dolinie mieszkało ponad dziesięć tysięcy mnichów“. Relacje pochodzące od pielgrzymów, podające mniejszą liczbę mnichów, mogą być wartościowe i zawierać dane historyczne. Około 1400 roku archimandryta Grethenius naliczył prawie dwudziestu pięciu mnichów, mnich Zosima podawał (ok. 1419–21), że w klasztorze mieszkało trzydziestu mnichów, a szwedzki dominikanin Felix Fabri (ok. 1480–83) naliczył sześciu mnichów. W 1547 mnich Sofroniusz opisywał, że w klasztorze było pięćdziesięciu mnichów i biskup. Francuski podróżnik Volacy wspominał o „pięciu i dwudziestu [mnichach] w Mar Saba”.
W 1978 klasztor zamieszkiwało 8 mnichów.

## Galeria

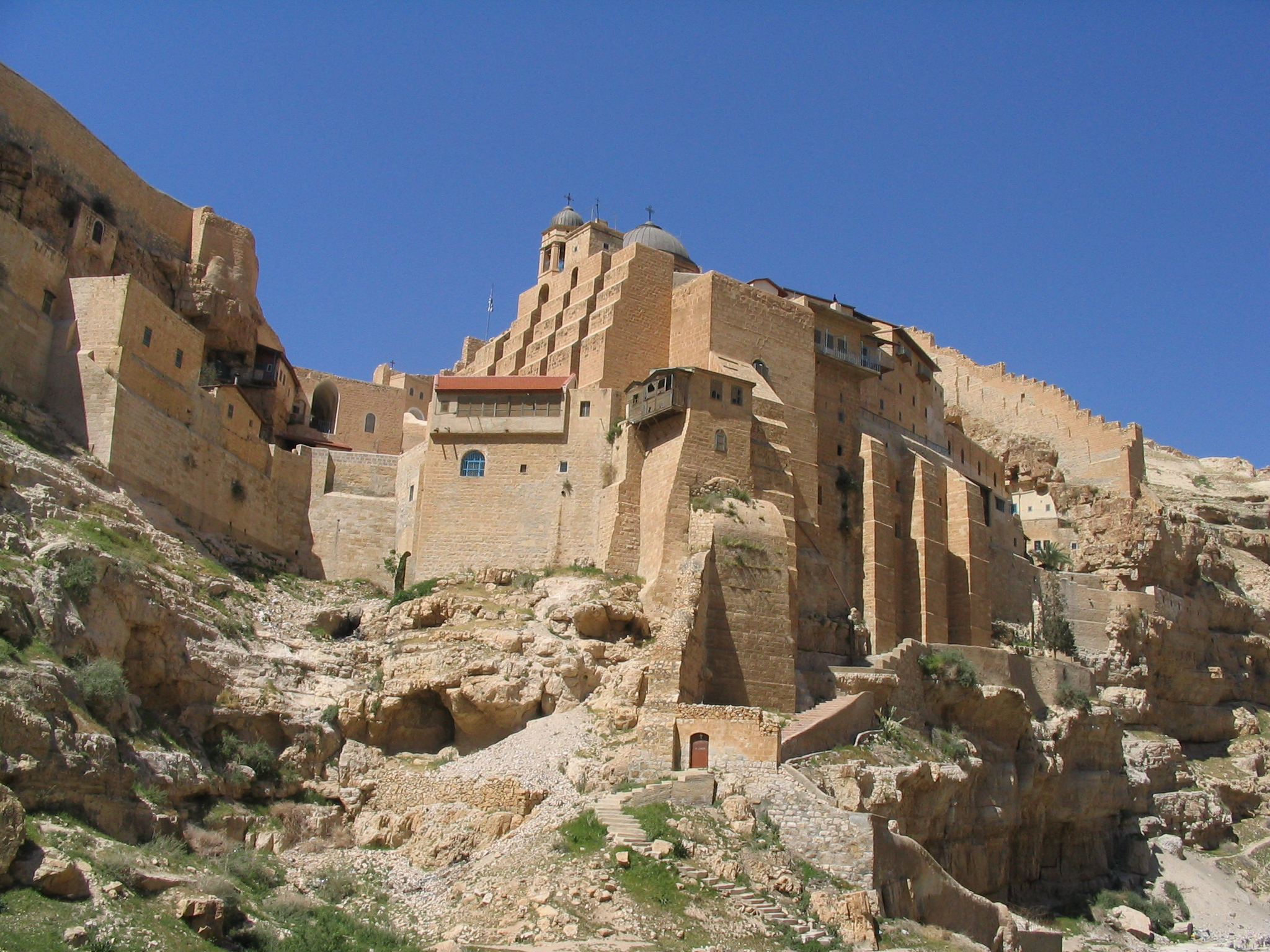
Mar Saba widziane z Doliny Cedronu
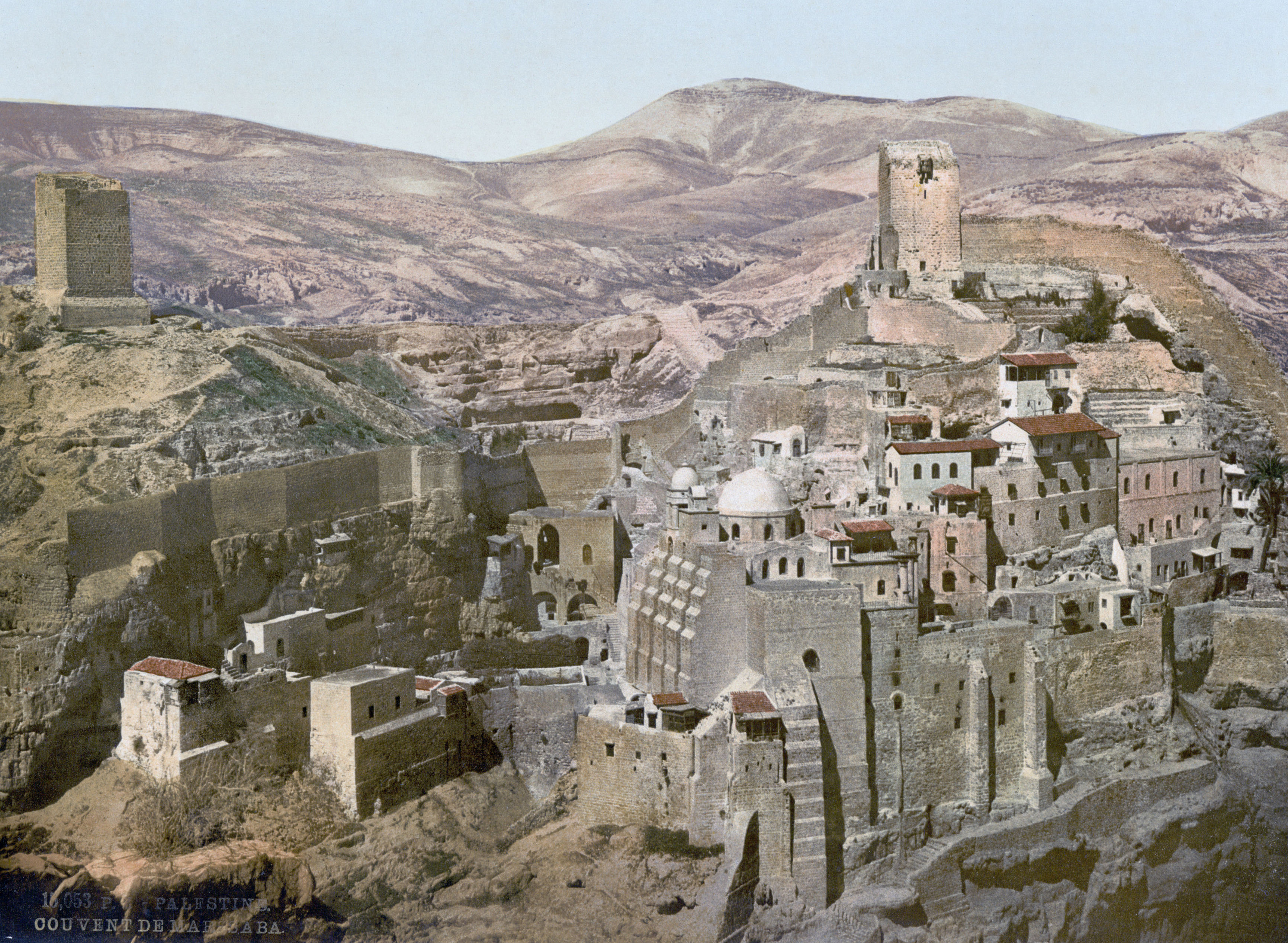
Mar Saba w końcu XIX wieku
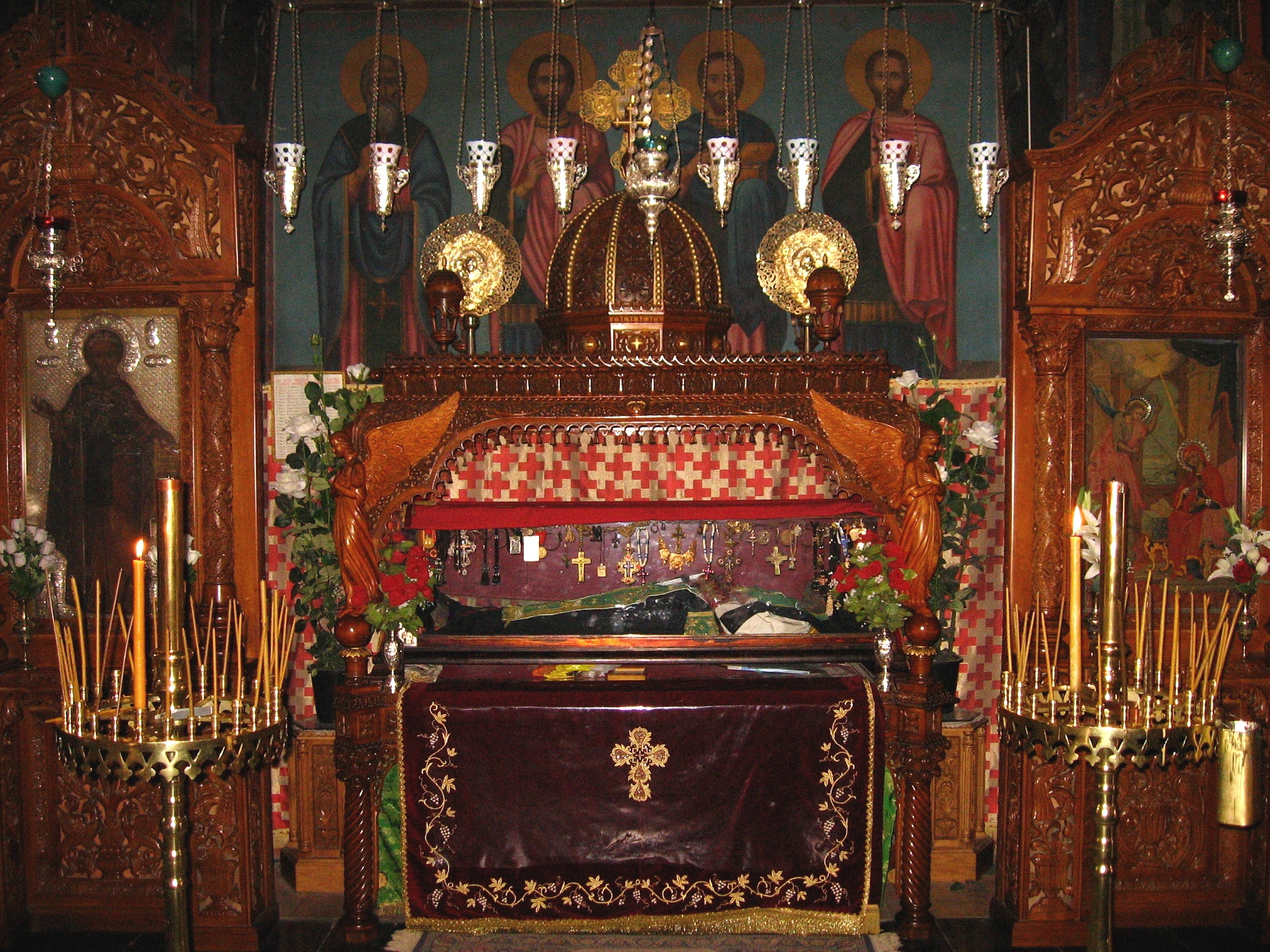
Relikwie sanktuarium klasztoru
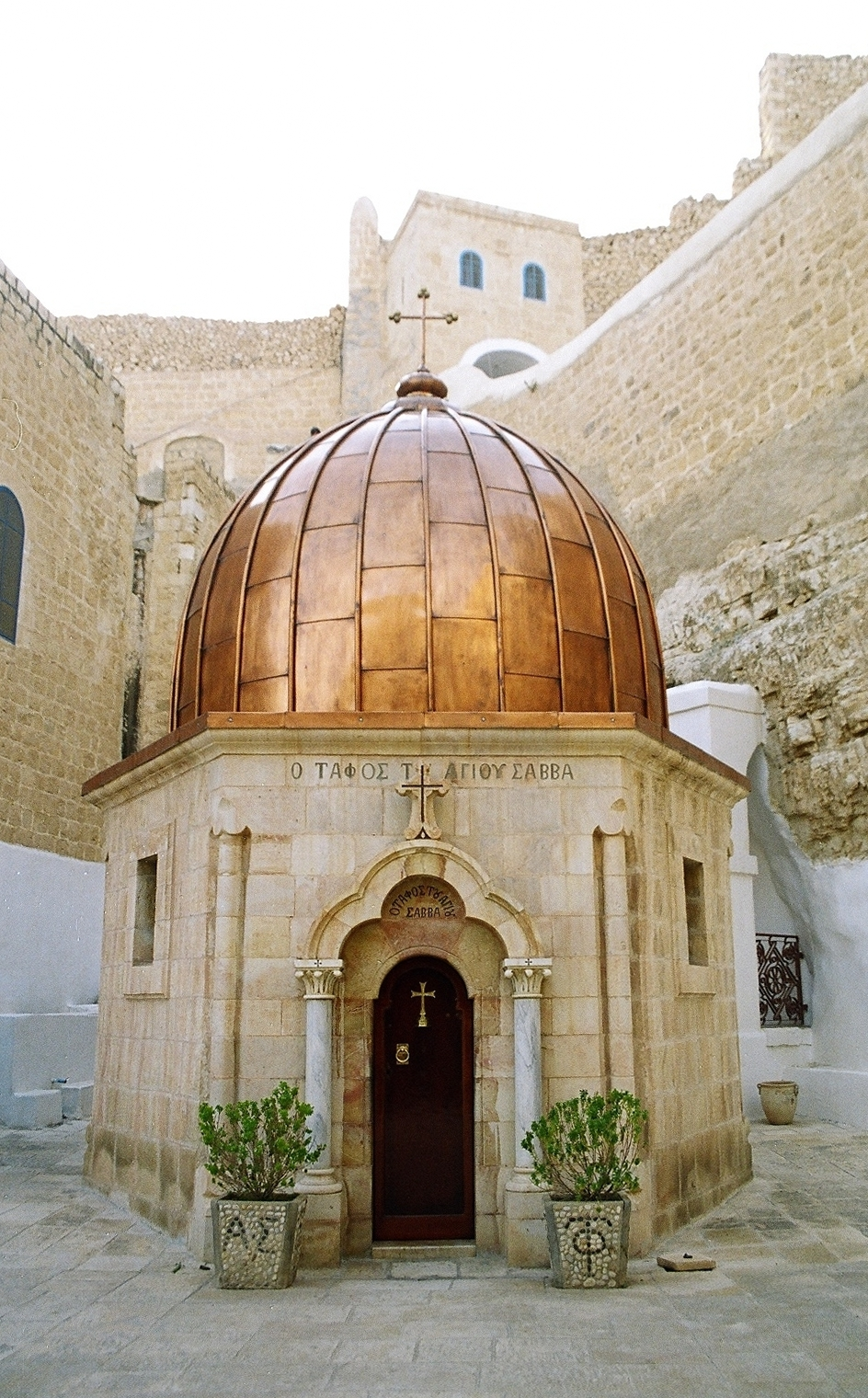
Grób św. Saby
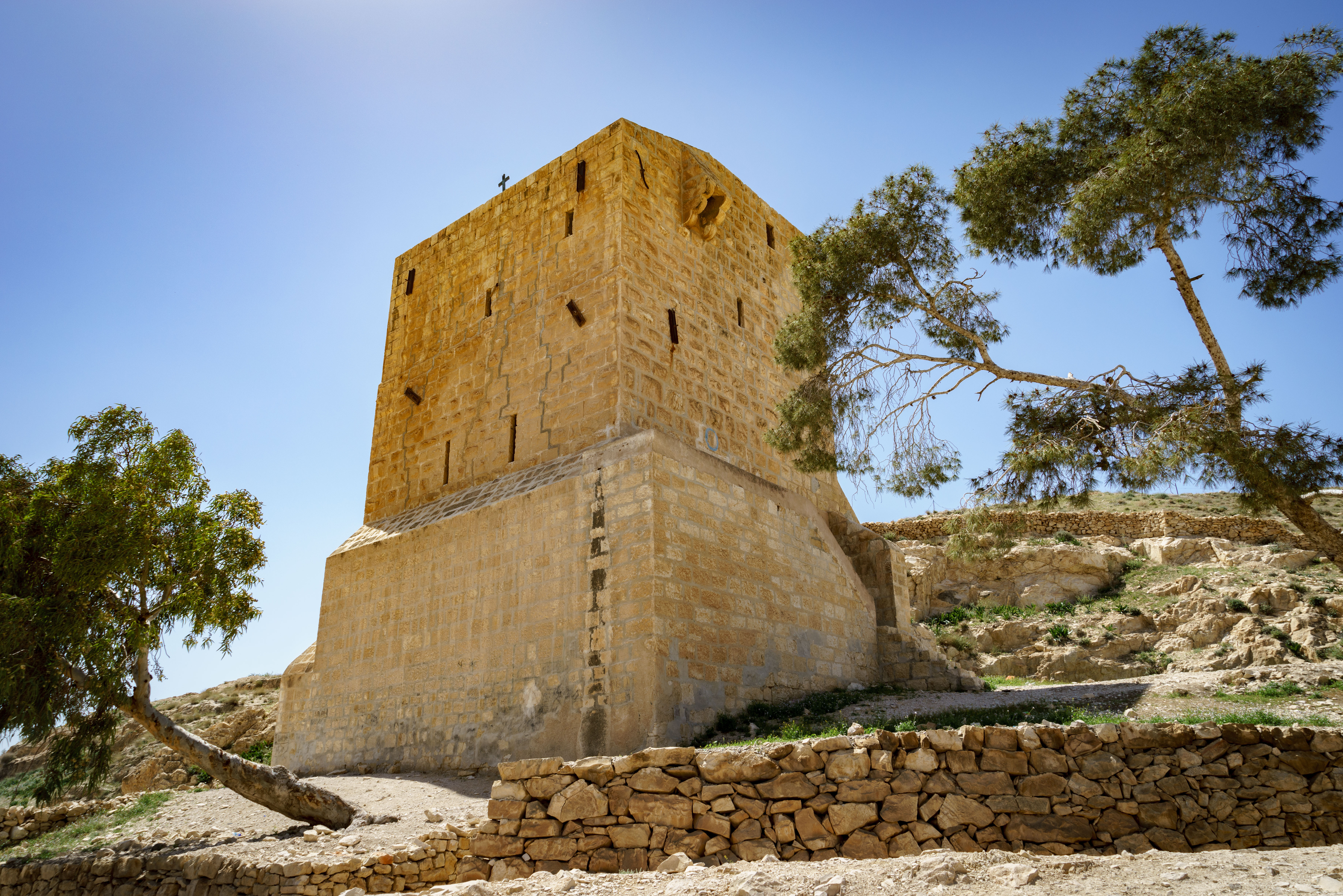
Wieża św. Szymona